# Chlorophoneus multicolor
A Chlorophoneus multicolor a madarak osztályának verébalakúak (Passeriformes) rendjébe és a bokorgébicsfélék (Malaconotidae) családjába tartozó faj.

## Rendszerezése
A fajt George Robert Gray angol zoológus írta le 1845-ben, a Laniarius nembe Laniarius multicolor néven. Sorolták a Telophorus nembe Telophorus multicolor néven is.

## Alfajai
- Chlorophoneus multicolor batesi Sharpe, 1908
- Chlorophoneus multicolor graueri (Hartert, 1908)
- Chlorophoneus multicolor multicolor (G. R. Gray, 1845)[2]

## Előfordulása
Afrika nyugati és középső részén, Angola, Elefántcsontpart, Egyenlítői-Guinea, Gabon, Ghána, Guinea, Kamerun, a Kongói Köztársaság, a Kongói Demokratikus Köztársaság, a Közép-afrikai Köztársaság, Libéria, Mali, Nigéria, Ruanda, Sierra Leone, Togo és Uganda területén honos. 
Természetes élőhelyei a szubtrópusi és trópusi mocsári erdők, síkvidéki és hegyi esőerdők, valamint másodlagos erdők. Állandó, nem vonuló faj.

## Megjelenése
Testhossza 20 centiméter.

## Természetvédelmi helyzete
Az elterjedési területe nagyon nagy, egyedszáma viszont stabil. A Természetvédelmi Világszövetség Vörös listáján nem fenyegetett fajként szerepel.